# Slatina (wieś w Chorwacji)
Slatina – wieś w Chorwacji, w żupanii zagrzebskiej, w gminie Preseka. W 2011 roku liczyła 117 mieszkańców.